# Åtvidabergs FF
Maillots
Actualités
Dernière mise à jour : 30 mars 2014.
L'Åtvidabergs FF est un club suédois de football basé à Åtvidaberg.
Le club collabore avec Djurgårdens IF, et en 2005 un officiel de Djurgardens IF crée la polémique en suggérant à l'AFF de déménager dans la plus grande ville de la région, Linköping afin d'avoir de plus grand revenu et ainsi mettre sur pied un grand club.

## Historique
- 1904 : fondation du club sous le nom d'Åtvidabergs IF
- 1935 : le club est renommé Åtvidabergs FF
- 1970 : 1re participation à une Coupe d'Europe (C2, saison 1970/71)

## Palmarès
- Championnat de Suède (2) :
  - Champion : 1972 et 1973
- Coupe de Suède (2) :
  - Vainqueur : 1970 et 1971
  - Finaliste : 1946, 1973, 1979  et 2005

## Personnalités du club

### Anciens joueurs
- Reine Almqvist
- Ralf Edström
- Bengt Gustavsson
- Kent Karlsson
- Roger Magnusson
- Jan Olsson
- Roland Sandberg
- Conny Torstensson